# Henrik Dam
Carl Peter Henrik Dam, född i Köpenhamn 21 februari 1895, död där 17 april 1976, var en dansk biokemist, professor i biokemi och fysiologi vid Polyteknisk Læreanstalt i Köpenhamn 1941–1965. År 1944 tilldelades han hälften av 1943 års Nobelpriset i fysiologi eller medicin för gemensamt arbete med Edward A. Doisy  för upptäckten vitamin K och  dess roll i människans fysiologi.

## Biografi
Dam tog en grundexamen i kemi vid Köpenhamns polytekniska institut (numera Danmarks tekniska universitet) 1920 och utsågs till biträdande instruktör i kemi vid Skolan för jordbruk och veterinärmedicin. År 1923 blev han instruktör i biokemi vid Köpenhamns universitets fysiologiska laboratorium. Han studerade mikrokemi vid Universitetet i Graz under Fritz Pregl 1925, men återvände till Köpenhamns universitet, där han utnämndes till biträdande professor vid Institutet för biokemi 1928 och biträdande professor 1929. Under sin tid som professor vid Köpenhamns universitet tillbringade han en tid utomlands, och lämnade 1934 in en avhandling med titeln Nogle Undersøgelser över Sterinernes Biologiske Betydning (Vissa undersökningar om sterinernas biologiska betydelse) till Köpenhamns universitet för disputation till doktorsexamen i biokemi.
Åren 1942 och 1945 var Dam en senior forskare vid University of Rochester. Det var under denna period som han tilldelades Nobelpriset i fysiologi eller medicin 1943. År 1951 var han en av sju nobelpristagare som deltog i det första Lindaumötet med Nobelpristagare.

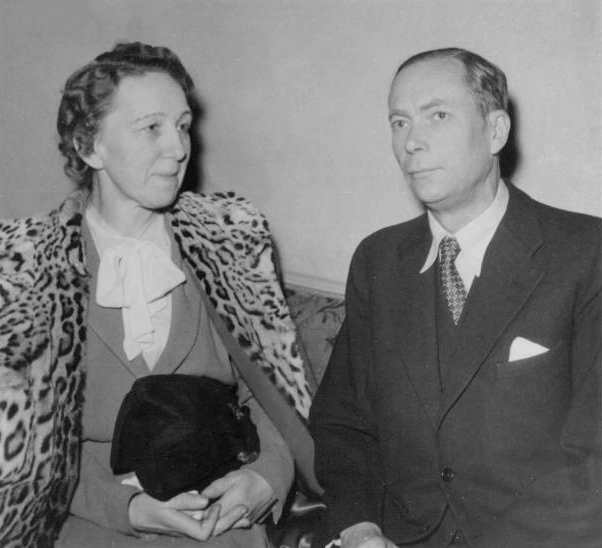
Dam med hustru i Stockholm 1946.

## Forskning
Dam ägnade sig åt biokemiska och näringsfysiologiska frågor som K- och E-vitaminernas verkningssätt, blodets koagulering och bildning av gallsten.
Hans huvudexperiment byggde på utfodring av kycklingar med en kolesterolfri diet. Han upprepade till en början experiment som rapporterats av forskare vid Ontario Agricultural College (OAC). McFarlane, Graham och Richardson, som arbetade med kycklingfoderprogrammet på OAC, hade använt kloroform för att ta bort allt fett från kycklingfodret. De märkte att kycklingar, som bara matats med fettutarmat foder utvecklade blödningar och började blöda från fjäderfästen. Dam fann att dessa defekter inte kunde återställas genom att tillsätta renat kolesterol till fodret. Det verkade som om – tillsammans med kolesterolet – en andra förening hade extraherats från maten, och denna förening kallades koaguleringsvitamin. Det nya vitaminet fick bokstaven K eftersom de första upptäckterna rapporterades i en tysk tidskrift, där det betecknades som Koagulationsvitamin.